# Villing
Villing (deutsch Willingen) ist eine französische Gemeinde mit 514 Einwohnern (Stand 1. Januar 2022) im Département Moselle in der Region Grand Est (bis 2015 Lothringen). Sie gehört zum Arrondissement Forbach-Boulay-Moselle und zum Kanton Bouzonville.

## Geographie
Die Gemeinde liegt sieben Kilometer östlich der Kleinstadt Bouzonville (Busendorf) an der Grenze zum Saarland. Die nächsten Orte auf deutscher Seite sind Ittersdorf und Felsberg.
Zur Gemeinde Villing gehören die Wohnplätze Trois maisons (Dreihäuser)  und Bedem.

## Geschichte
Das Dorf lag früher im Herzogtum Lothringen des Heiligen Römischen Reichs und gehörte nach dem Zweiten Pariser Frieden 1815 bis zu der Grenzkonvention zwischen Preußen und Frankreich 1829 zu Preußen.
Das Gemeindewappen zeigt die Symbole dreier Herrschaften, die sich die Güter in Villing teilten: der Zickzackbalken der Familie Siersberg und die Krummstäbe, die für die beiden Klöster Wadgassen und Bouzonville stehen.
Durch den Frankfurter Frieden vom 10. Mai 1871 kam das Gebiet von Frankreich an Deutschland, und das Dorf wurde dem Kreis Bolchen im Bezirk Lothringen des Reichslandes Elsaß-Lothringen zugeordnet. Nach dem Ersten Weltkrieg musste die Region aufgrund der Bestimmungen des Versailler Vertrags 1919 an Frankreich abgetreten werden. Im Zweiten Weltkrieg war das Gebiet  von der deutschen Wehrmacht besetzt, und das Dorf stand bis 1944 unter deutscher Verwaltung.
Villing wurde 1974 nach Merten eingemeindet, 1981 wurde die Gemeinde wiederhergestellt.

### Bevölkerungsentwicklung
| Jahr      | 1962 | 1968 | 1975 | 1982 | 1990 | 1999 | 2007 | 2019 |
| Einwohner | 320  | 332  | 347  | 358  | 432  | 466  | 471  | 495  |

## Sehenswürdigkeiten

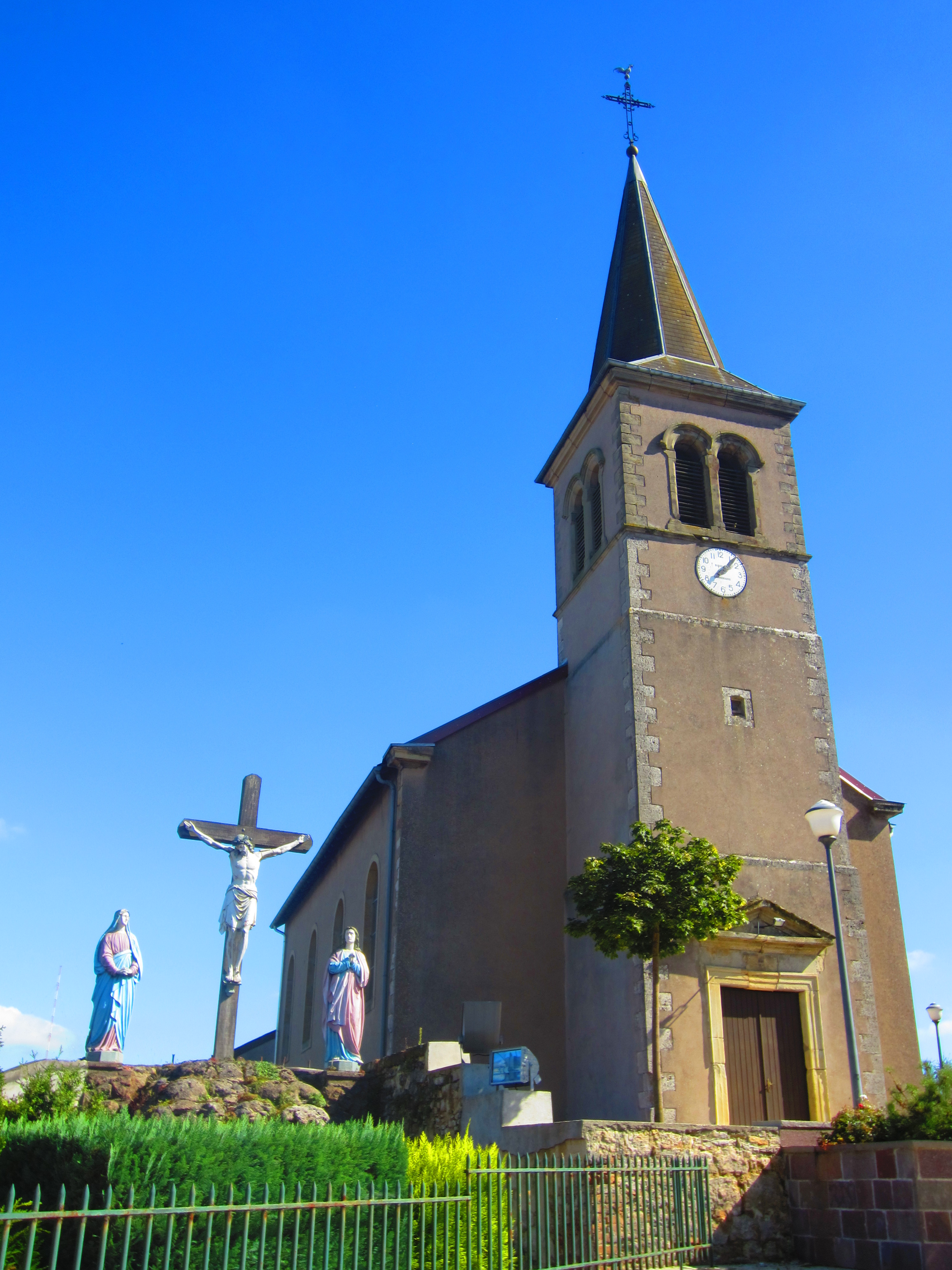
Kirche St. Clemens (Saint-Clément)

- Kirche St. Clemens

## Belege
1. ↑  Eugen H. Th. Huhn: Deutsch-Lothringen. Landes-, Volks- und Ortskunde, Stuttgart 1875,  S. 363 (google-books.com).
2. ↑  Wappenbeschreibung auf genealogie-lorraine.fr (Memento vom 25. März 2016 im Internet Archive) (französisch)